# Одег, Альваро
Альваро Одег (исп. Álvaro José Hodeg Chagui, род. 16 сентября 1996 в Монтерие, Колумбия) — колумбийский профессиональный шоссейный велогонщик, с 2018 года выступающий за команду «Deceuninck-Quick Step».

## Достижения
2017
1-й  Спринтерская классификация Джиробио
1-й — Этап 6 Тур де л'Авенир
2-й Гран-при Синт-Никласа
2018
1-й Хандзаме Классик
1-й — Этап 1 Вуэльта Каталонии
1-й — Этап 5 Тур Турции
1-й — Этап 3 Тур Польши
1-й — Этап 1 Тур Германии
1-й — Этап 1 (кг) Адриатика — Ионика
3-й Гран-при Фурми
2019
1-й Хейстсе Пейл
Адриатика — Ионика
1-й  Очковая классификация
1-й — Этапы 1 & 4
1-й — Этап 5 БинкБанк Тур
1-й — Этап 2 Тур Норвегии
1-й — Этап 2 Тур Колумбии
3-й Бредене-Коксейде Классик